# Dragan Torbica
Dragan Torbica (* 13. September 1968 in Zrenjanin, SFR Jugoslawien) ist ein serbischer Basketballtrainer. 

## Leben

### Spieler
Als 19-Jähriger gab Torbica bei seinem Heimatverein Proleter Zrenjanin sein Debüt als Spieler in der damaligen 2. jugoslawischen Liga. Nach einer Station in Sarajevo wechselte er 1998/1999 zu KK Vojvodina Novi Sad in die 3. serbische Liga. Sein letztes Jahr als Spieler verbrachte Torbica wieder bei Proleter Zenjanin, die er als Spielertrainer in die 2. Liga führte. 

### Trainer
2005 folgte er einem Lockruf von KK Novi Sad. In seinem ersten Jahr führte er das Team in die 1. serbische Liga und verpasste in der Folgesaison die Meisterrunde nur knapp. Torbica wurde von der Liga jedoch zum „Trainer des Jahres 2006“ gekürt.
In der Saison 2008/09 war er Trainer der Iserlohn Kangaroos in der deutschen 1. Regionalliga West, führte die Mannschaft mit einer Bilanz von 22 Siegen sowie sechs Niederlagen auf den dritten Tabellenrang und wurde in diesem Spieljahr vom Internetdienst eurobasket.com als "Trainer des Jahres" ausgezeichnet. Zur Saison 2009/2010 wurde er bei den GiroLive-Ballers Osnabrück in der 2. Bundesliga Pro A als Cheftrainer tätig, allerdings wurde er bereits im November 2009 nach fünf Niederlagen in Folge entlassen. In der Folge arbeitete er in seiner serbischen Heimat.
Im September 2014 kehrte Torbica nach Iserlohn zurück und wurde hauptamtlicher Jugendtrainer sowie Co-Trainer der Herrenmannschaft unter Matthias Grothe. Zur Saison 2017/18 übernahm er wieder das Amt des Cheftrainers in Iserlohn. Er führte die Iserlohner im Spieljahr 2017/18 ins Playoff-Halbfinale der 2. Bundesliga ProB, wo man dann Rostock unterlag. Nachdem die Sauerländer nur drei der vorangegangenen neun Ligaspiele gewonnen hatten, wurde Torbica am Jahresanfang 2019 als Cheftrainer abgesetzt, blieb aber als Jugendtrainer im Verein. Ende Juli 2019 endete seine Tätigkeit in Iserlohn.
Torbica wurde Ende April 2020 als neuer Trainer des in die 2. Regionalliga abgerutschten ehemaligen Zweitligisten ETB Essen vorgestellt. Nach der Saison 2020/21, die aufgrund der COVID-19-Pandemie abgebrochen wurde, trennten sich Torbica und die Essener.

## Erfolge
- 2006: Aufstieg mit KK Novi Sad in die 1. serbische Liga
- 2006: Trainer des Jahres in Serbien
- 2009: Trainer des Jahres in der 1. Regionalliga West (benannt von eurobasket.com)